# سیخوئلا
سیخوئلا (به اسپانیایی: Cijuela) یک دهستان در اسپانیا است که در استان گرانادا واقع شده‌است. سیخوئلا ۱۷ کیلومتر مربع مساحت و ۲٬۰۰۹ نفر جمعیت دارد و ۵۴۰ متر بالاتر از سطح دریا واقع شده‌است.